# Inga (Fabaceae)
Inga là một chi thực vật có hoa trong họ Đậu.

## Các loài
- Inga adenophylla
- Inga alba
- Inga allenii
- Inga amazonica L.Cardenas
- Inga amboroensis
- Inga andersonii
- Inga approximata
- Inga aptera
- Inga arenicola
- Inga augusti
- Inga balsapambensis
- Inga barbata Benth.
- Inga bella
- Inga bicoloriflora
- Inga bijuga
- Inga blanchetiana
- Inga bollandii
- Inga bracteifera
- Inga bullata
- Inga bullatorugosa
- Inga cabelo
- Inga calantha
- Inga calanthoides
- Inga calcicola
- Inga canonegrensis
- Inga carinata
- Inga caudata
- Inga chiapensis
- Inga cinnamomea – Inga-asu
- Inga coragypsea
- Inga cordistipula Mart.
- Inga cuspidata
- Inga cynometrifolia
- Inga densiflora Benth. – Pacay del Mmonte
- Inga disticha Benth.
- Inga dominicensis
- Inga dwyeri

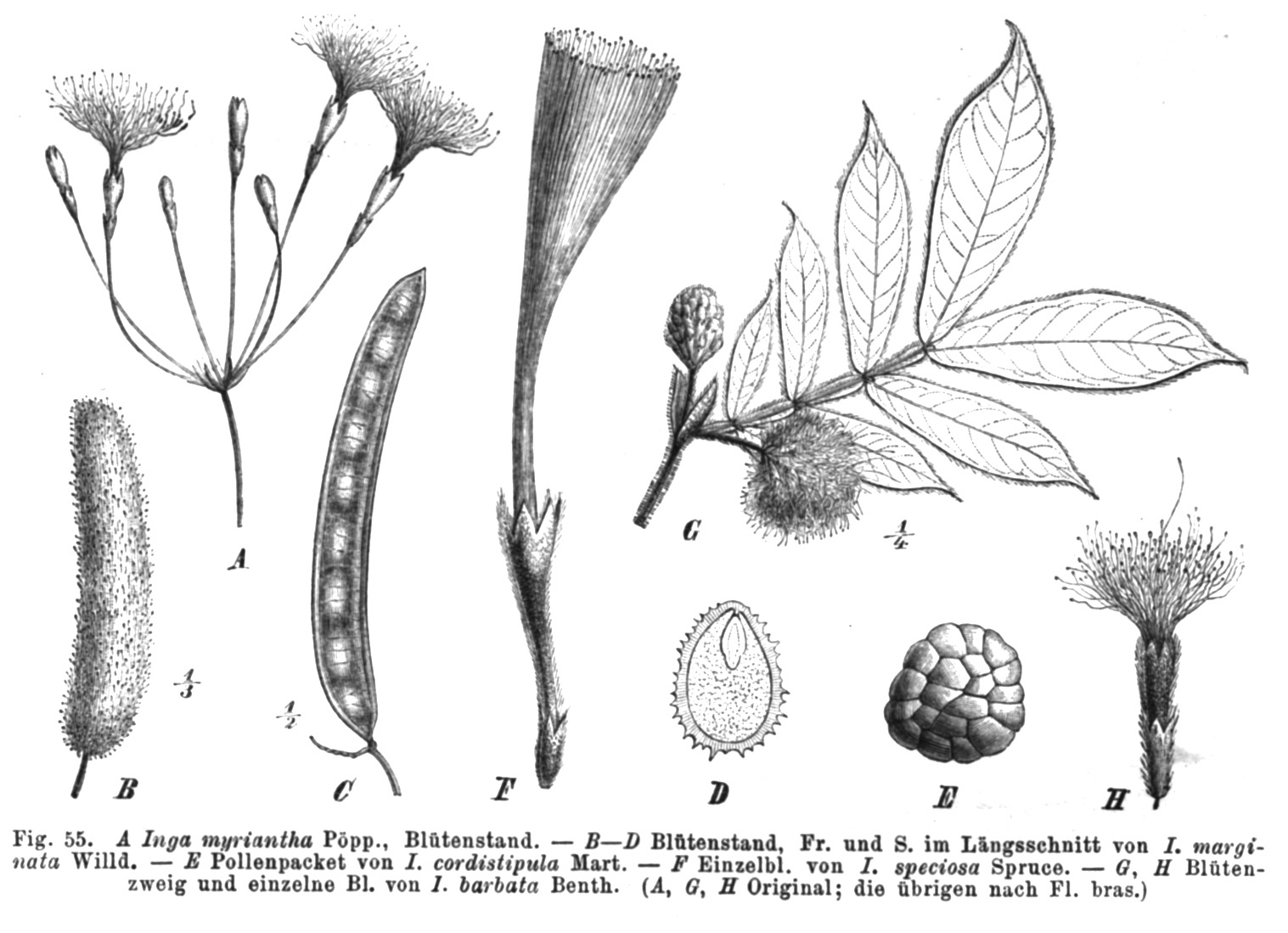
A. Inga umbellifera inflorescence
B.-D. Inga semialata inflorescence, fruit, seed
E. Inga cordistipula pollen
F. Inga amazonica single flower
G.-H. Inga barbata branch and single flower

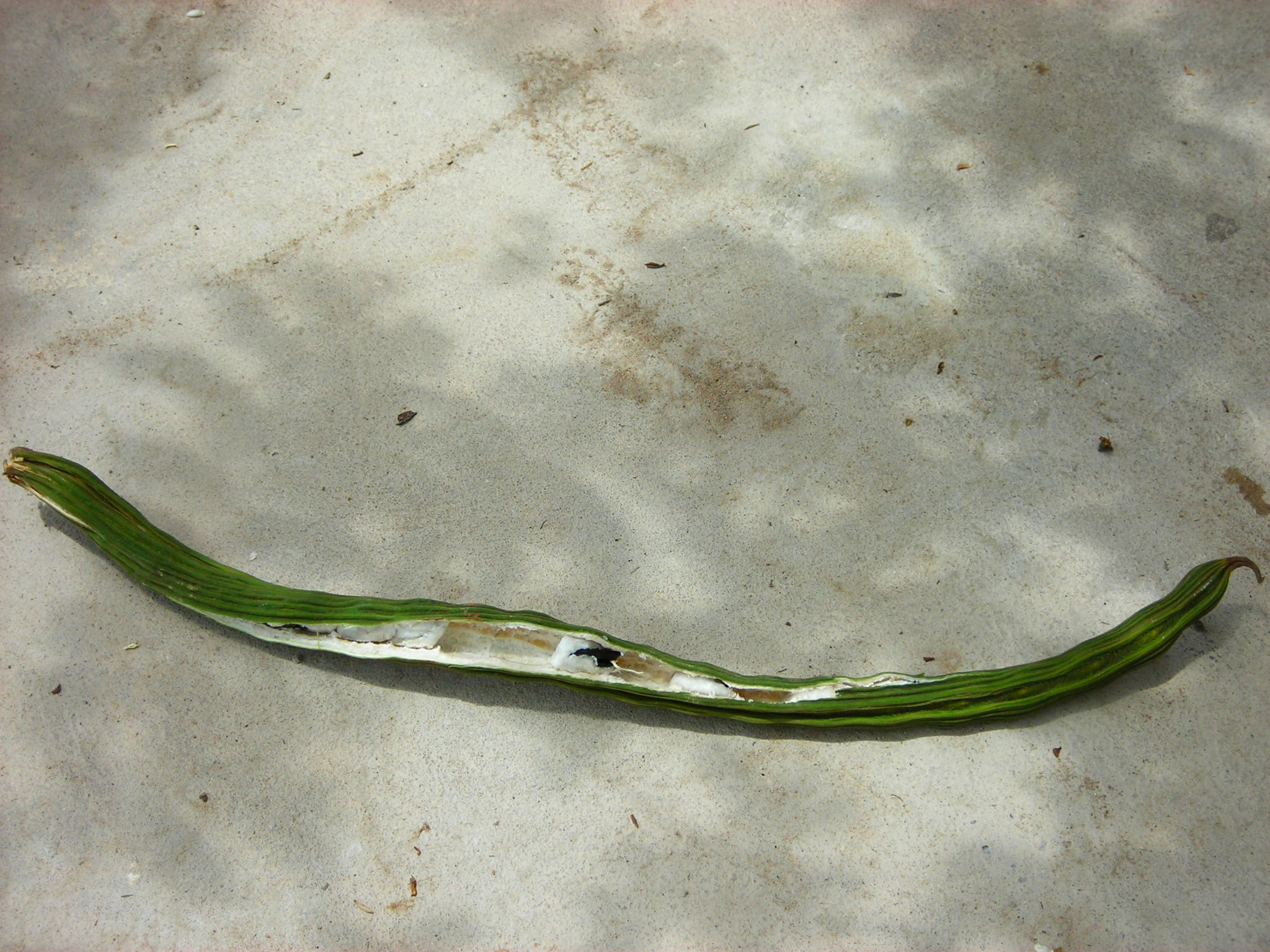
Ice-cream-bean (Inga edulis) pod with some seeds

- Inga edulis Mart. – Ice-cream-bean (= I. vera Kunth, I. vera sensu Brenan)
- Inga enterolobioides
- Inga exalata T.S.Elias
- Inga exfoliata
- Inga exilis
- Inga extra-nodis

- Inga fastuosa
- Inga feuilleei – Pacay (= I. edulis sensu auct.)
- Inga fosteriana
- Inga gereauana
- Inga golfodulcensis
- Inga goniocalyx
- Inga grazielae
- Inga hayesii Benth.
- Inga herrerae
- Inga hispida
- Inga interfluminensis
- Inga ismaelis
- Inga jaunechensis
- Inga jimenezii
- Inga lacustris
- Inga lanceifolia
- Inga latipes

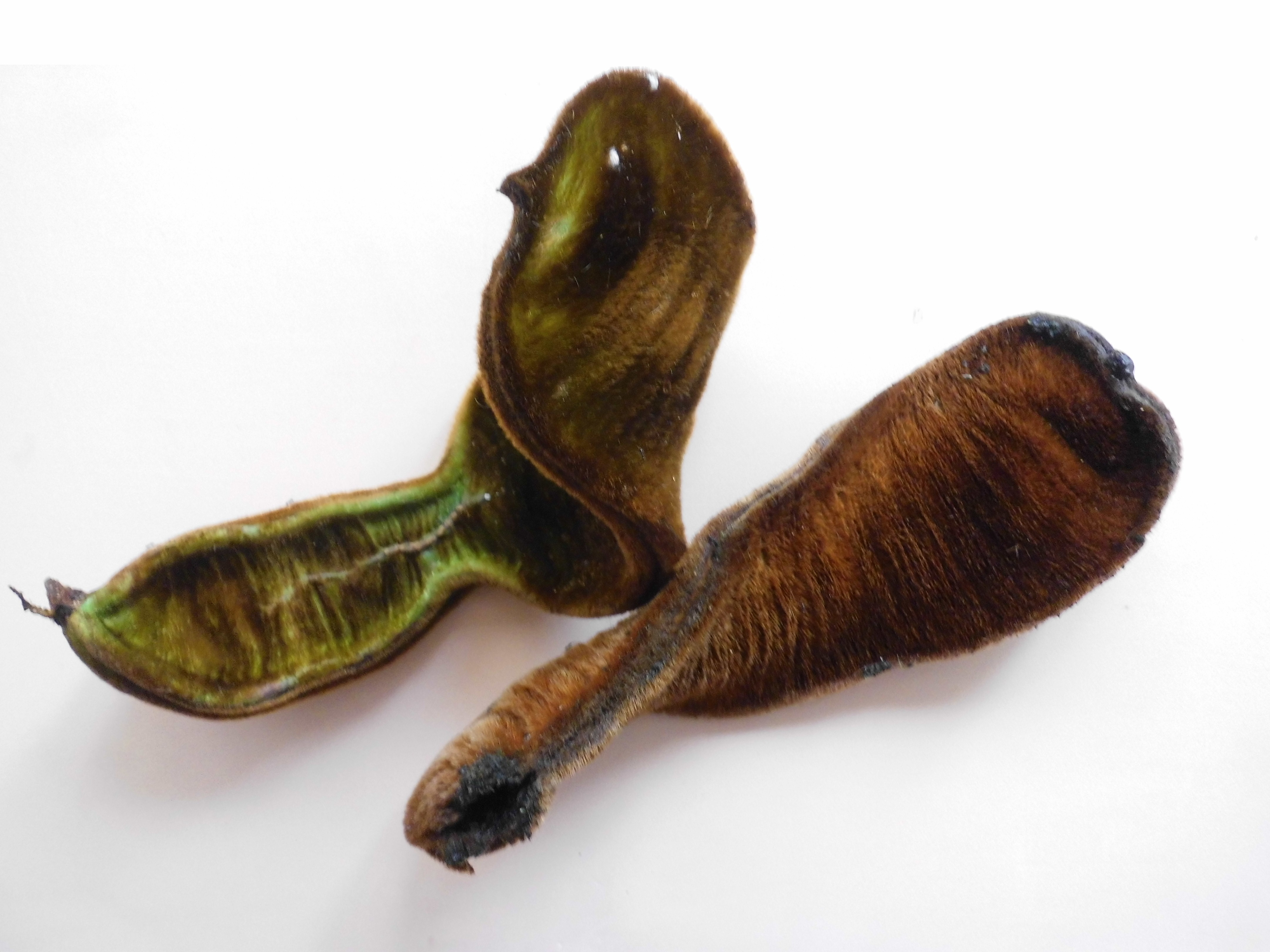
Inga fastuosa

- Inga laurina (Sw.) Willd. – White inga
- Inga lenticellata
- Inga lentiscifolia
- Inga leptantha
- Inga leptingoides
- Inga litoralis
- Inga macarenensis
- Inga macrantha
- Inga macrophylla – Inga chinelo
- Inga marginata Willd.
- Inga maritima
- Inga martinicensis
- Inga megalobotrys
- Inga mendoncaei
- Inga micheliana Harms
- Inga microcalyx
- Inga mortoniana
- Inga mucuna
- Inga multicaulis
- Inga multinervis
- Inga neblinensis
- Inga oerstediana Benth.
- Inga pauciflora Walp. & Duchass.
- Inga pallida
- Inga pilosula (Rich.) J.F.Macbr. 1943
- Inga pedunculata
- Inga platyptera
- Inga pleiogyna
- Inga pluricarpellata
- Inga porcata
- Inga portobellensis
- Inga praegnans
- Inga punctata Willd.
- Inga ruiziana G.Don (= I. fagifolia G.Don)

- Inga saffordiana
- Inga salicifoliola
- Inga saltensis
- Inga santaremnensis
- Inga sapindoides Willd.
- Inga sarayacuensis
- Inga sellowiana
- Inga semialata (Vell.) C. Mart.
- Inga sertulifera DC.
- Inga sessilis (Vell.) Mart.
- Inga silanchensis
- Inga sinacae
- Inga skutchii

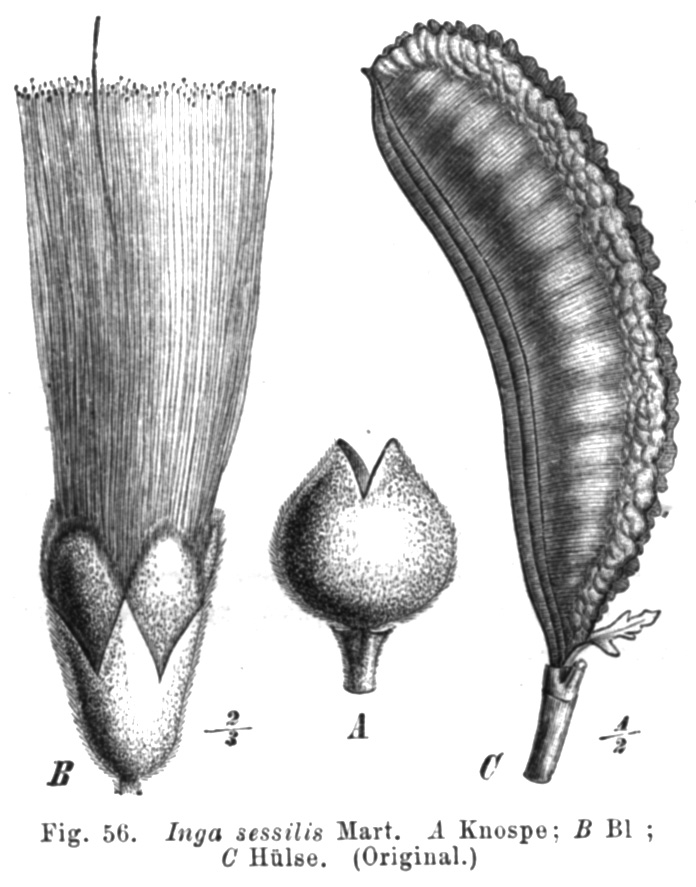
Inga sessilis. A. bud, B. single flower, C. pod

- Inga spectabilis Willd. – Machete guamo
- Inga spiralis
- Inga stenophylla
- Inga suberosa
- Inga subnuda Salzm. ex Benth.
- Inga suborbicularis
- Inga tenuicalyx
- Inga tenuiloba
- Inga thibaudiana
- Inga umbellifera (Vahl) DC.
- Inga unica
- Inga vera Willd.  – Guamo bejuco
- Inga vulpina – Pink-flower Inga
- Inga xinguensis Ducke
- Inga yasuniana

## Hình ảnh

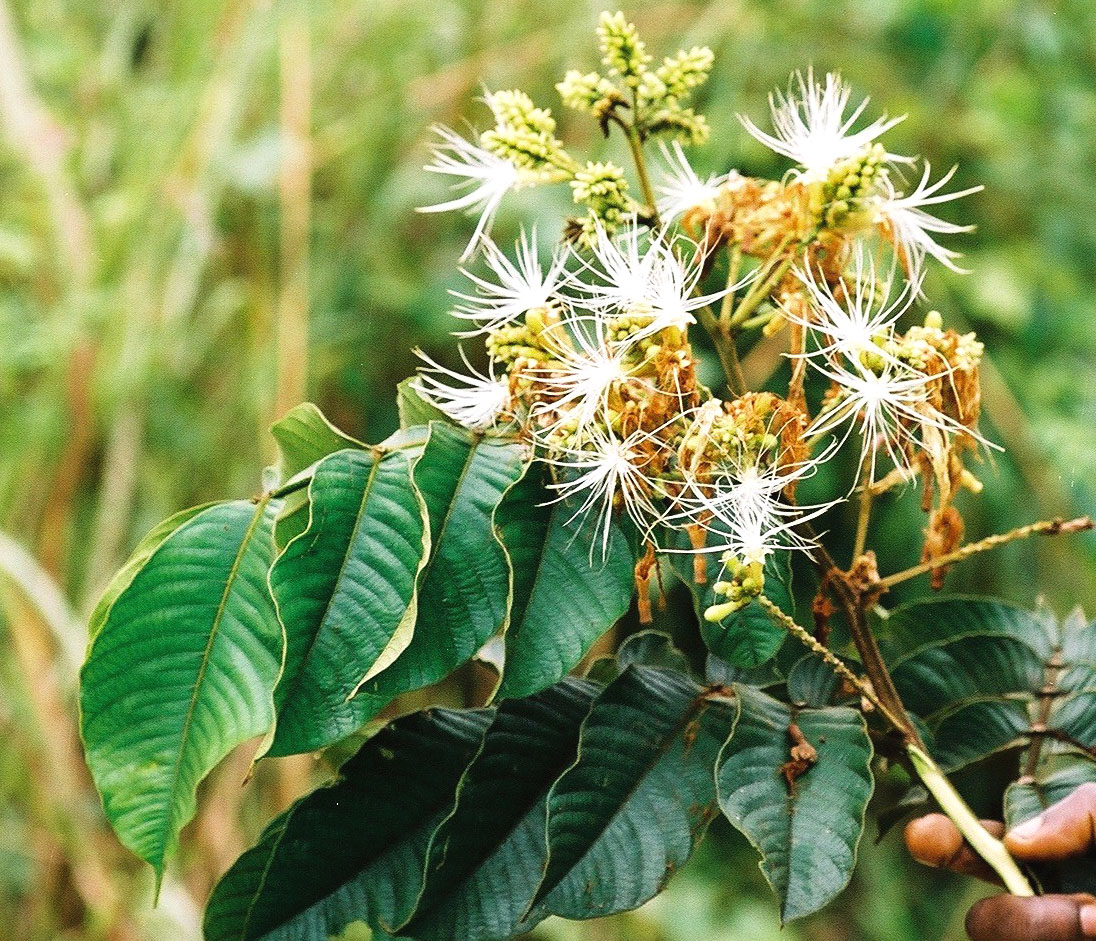
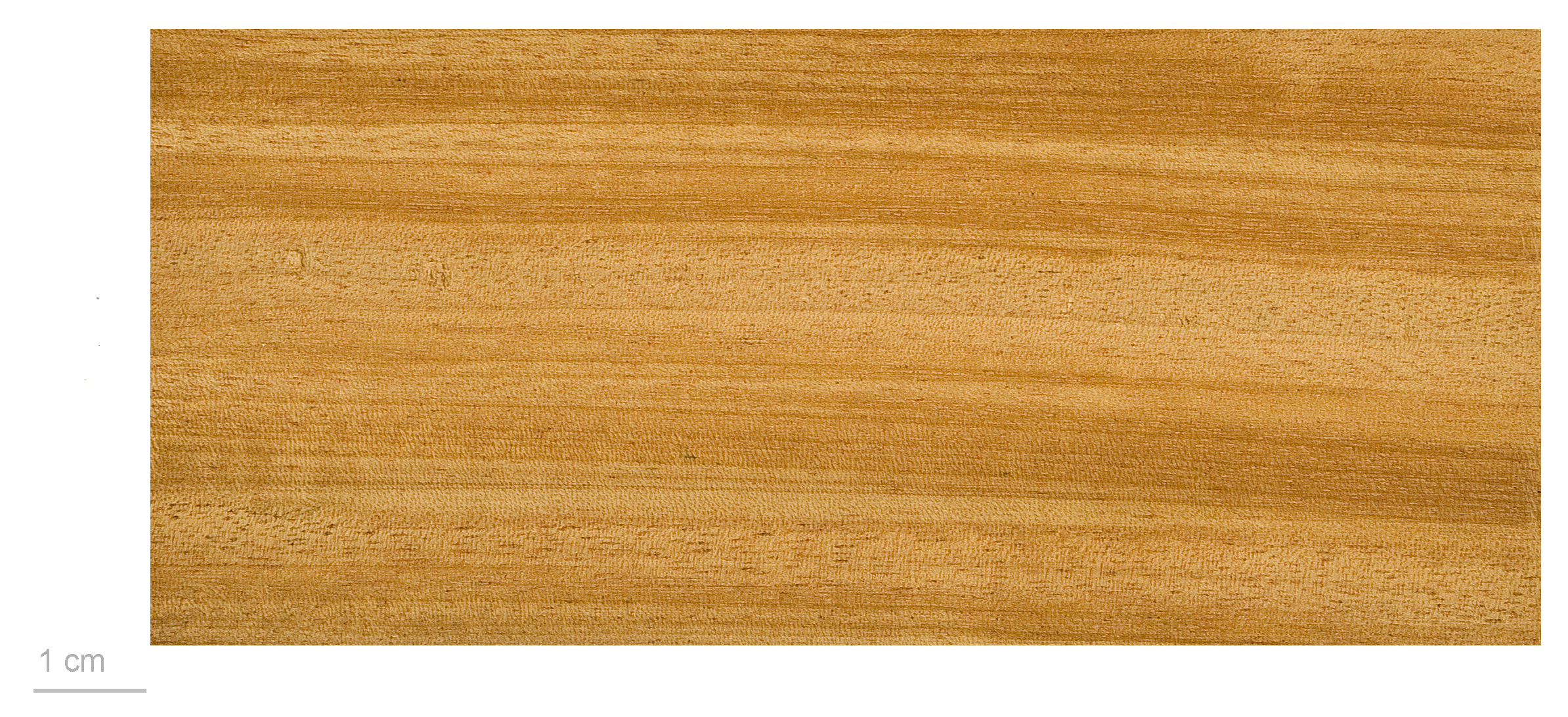
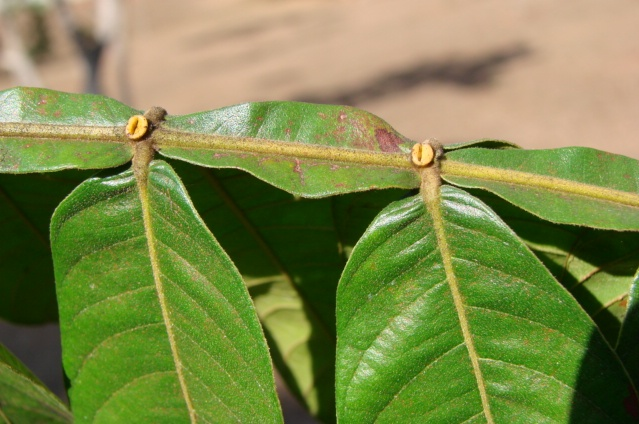